# 362

## Догађаји
- Цар Јулијан гради флоту од 50 ратних бродова и више од 1.000 транспортних чамаца у Самосати, за своју експедицију у Персији против краља Шапура II Великог.
- Земљотрес погодио Никеју (Турска).
- Земљотрес погодио Ал-Карак (Јордан).

### Фебруар
- 21. фебруар — Атанасије се враћа у Александрију и сазива сабор, на коме апелује на јединство међу хришћанима који се разликују у терминологији, али цар Јулијан наређује Атанасију да напусти Александрију. Остаће у изгнанству у Горњем Египту, све до Јулијанове смрти следеће године.

### Јул
- 18. јул – Цар Јулијан стиже у Антиохију са експедиционим снагама (60.000 људи) и остаје тамо девет месеци, како би покренуо поход на Персијско царство. Он обезбеђује сарадњу јерменског краља Арсакса, који води крвави герилски рат против Персијанаца.

### Октобар
22. октобар – Аполонов храм у Дафни, изван Антиохије, уништен је у мистериозном пожару.

## Смрти
- Википедија:Непознат датум — Свети мученик Евпсихије - хришћански светитељ.
- Википедија:Непознат датум — Свети свештеномученик Теодорит - хришћански светитељ.
- Википедија:Непознат датум — Свети мученик Варвар - хришћански светитељ.
- Википедија:Непознат датум — Свештеномученик Тимотеј - хришћански светитељ и епископ бруски.

- 1. јануар — Павле Катена, римски политичар
- 25. фебруар – Ригин Скопелски, грчки православни епископ и светитељ
- 10. мај – Епимах и Гордијан, ранохришћански свештеници, мученици и свеци
- 5. јун — Доротеј Тирски, ранохришћански епископ и мученик (р. 255.)
- 27. јун – Крисп, Криспинијан и Бенедикта, ранохришћански  свештеници, мученици и свеци
- 28. јун – Василије Анкирски, византијски православни епископ и светитељ
- 5. август — Евсигније Антиохијски, византијски православни епископ и мученик (р. 252.)
- 7. август – Донат из Ареца, ранохришћански епископ и светац
- 16. октобар – Елифије, ранохришћански свештеник и светац
- 20. октобар - Артемије Антиохијски, египатски православни мученик и светац
- 20. октобар -  Теодорит Антиохијски, сиријски хришћански свештеник и мученик
- 10. децембар – Гемел Анкирски, византијски православни епископ и светитељ